# Julius Pelikán
Julius Pelikán (ur. 23 lutego 1887 w Nových Veselích, zm. 17 lutego 1969 w Ołomuńcu) – czeski rzeźbiarz i medalier; ojciec Jiříego Pelikána.

## Życiorys
Urodził się w rodzinie szewca. Ukończył szkołę kamieniarską w Hořicach i w 1905 wyjechał na praktykę do Niemiec. Wrócił w 1908 i znalazł zatrudnienie przy pracach związanych z przebudową katedry w Brnie. W latach 1909–1913 studiował w Akademii Sztuk Pięknych w Pradze, będąc uczniem Josefa Václava Myslbeka i Jana Štursy.
W 1913 osiedlił się na stałe w Ołomuńcu. W 1915 powołany do wojska, znalazł się w oddziale przeznaczonym do dekoracji cmentarzy wojennych na terenie dzisiejszej Polski. Działali w nim m.in. architekt Dušan Jurkovič i malarz Adolf Kašpar, z którym pod koniec wojny pracował przy restauracji fresków w kościele Matki Boskiej Śnieżnej w Ołomuńcu.
W latach 1942–1945 był z żoną i najstarszym synem więziony w obozach internowania w Svatobořicach i w Brnie. Te doświadczenia sprawiły, iż ważnym tematem jego twórczości stał się ruch oporu. Był autorem dziesiątków pomników, tworzył też rzeźbiarskie wykończenia budynków. Najwięcej jego dzieł znajduje się w Ołomuńcu.

## Wybrane prace
- 1924 – pomnik wyzwolenia Czechosłowacji z figurą Františka Palackiego w Ołomuńcu-Holicach, portal wejściowy do palmiarni w parku Smetanovy Sady.
- 1926 – dekoracja rzeźbiarska Mauzoleum żołnierzy jugosłowiańskich w Ołomuńcu.
- 1927 – popiersie Jana Evangelisty Kosiny w dawnym budynku Gimnazjum Słowiańskiego w Ołomuńcu.
- 1928 – figura kobieca na pomniku ofiar I wojny światowej w Lutínie.
- 1932 – popiersie Miroslava Tyrša.
- 1933 – pomnik Františka Polívki w parku Smetanovy Sady.
- 1936 – sarkofag arcybiskupa Antonína Cyrila Stojana w Kaplicy Królewskiej w Welehradzie.
- 1937 – pomnik Tomasza ze Štitnego.
- 1949 – tablica pamiątkowa Karela Maydla w szpitalu uniwersyteckim.